# Altamont (Tennessee)
Altamont é uma cidade  localizada no estado norte-americano de Tennessee, no Condado de Grundy.

## Demografia
Segundo o censo norte-americano de 2000, a sua população era de 1136 habitantes. 
Em 2006, foi estimada uma população de 1158, um aumento de 22 (1.9%).

## Geografia
De acordo com o United States Census Bureau tem uma área de 
57,1 km², dos quais 57,1 km² cobertos por terra e 0,0 km² cobertos por água. Altamont localiza-se a aproximadamente 577 m acima do nível do mar.

## Localidades na vizinhança
O diagrama seguinte representa as localidades num raio de 20 km ao redor de Altamont. 